# Ari Graynor
Ariel Geltman "Ari" Graynor (Boston, Massachusetts; 27 de abril de 1983) es una actriz de cine y televisión estadounidense, reconocida por sus papeles en las series televisivas de Los Soprano, Fringe o I'm Dying Up Here, en las producciones teatrales como Brooklyn Boy o en películas como The Disaster Artist.

## Biografía
Natural de la ciudad de Boston, Ari es hija de Joani Geltman, una experto en crianza, y Greg Graynor, un contratista. Su madre es de familia judía, mientras que su padre, de origen polaco y católico, acabó convirtiéndose al judaísmo, criando ambos a Ari en la religión judía. Asistió a Buckingham Browne & Nichols, una escuela privada en Cambridge (Massachusetts), y al Trinity College de Connecticut. 
Su primer papel fue en la pequeña pantalla, saliendo en la premiada serie Los Soprano, que se emitía por HBO, interpretando el papel de Caitlin Rucker, la compañera de cuarto en la Universidad de Columbia de Meadow Soprano (Jamie-Lynn Sigler). En la parcela cinematográfica, su debut en la gran pantalla lo tuvo de la mano de Clint Eastwood en Mystic River (2003). Sus créditos como actriz incluyen títulos como An American Crime (2007), que se estrenó en el Festival de Sundance. También apareció en la segunda temporada de la serie Veronica Mars. 
Graynor interpretó a Elvina, una estrella del pop, en CSI: Miami, y fue una estrella invitada recurrente en la serie Fringe, interpretando a Rachel, la hermana menor de la agente Olivia Dunham (Anna Torv). En 2008, apareció en la película Nick and Norah's Infinite Playlist, y en octubre de 2009, también estuvo en Whip It, una comedia dirigida por Drew Barrymore y escrita por Shauna Cross, basada en su novela "Derby Girl".
En 2011, apareció en Broadway en la obra teatral Relatively Speaking, una producción escrita por Woody Allen en el que Ari Graynor interpretaba el papel de Nina Roth en el segmento "Honeymoon Motel" de la obra.
En 2012, protagonizó la comedia For a Good Time, Call..., en la que también apareció acreditada como productora ejecutiva. En 2017 apareció en la película The Disaster Artist, con James Franco. Ese mismo año firmó con Showtime para protagonizar la serie I'm Dying Up Here, en la que tuvo un papel regular interpretando a la humorista Cassie Feder.

## Filmografía

### Películas
| Año  | Película                           | Papel             | Notas                        |
| ---- | ---------------------------------- | ----------------- | ---------------------------- |
| 2003 | Mystic River                       | Eve Pigeon        | Película debut               |
| 2004 | Book of Love                       | Naomi             |                              |
| 2004 | Héroes imaginarios                 | Jenny             |                              |
| 2004 | Bereft                             | Louise            |                              |
| 2005 | Game 6                             | Laurel Rogan      |                              |
| 2005 | The Great New Wonderful            | Lisa Krindel      | Segmento "Emme's Story"      |
| 2006 | For Your Consideration             |                   |                              |
| 2007 | An American Crime                  | Paula Baniszewski |                              |
| 2007 | Turn the River                     | Charlotte         |                              |
| 2008 | Blue                               | Tara              |                              |
| 2008 | Nick and Norah's Infinite Playlist | Caroline          |                              |
| 2009 | Youth in Revolt                    | Lacey             |                              |
| 2009 | Whip It                            | Eva Destruction   |                              |
| 2010 | Holy Rollers                       | Rachel Apfel      |                              |
| 2010 | Date Night                         | Young Woman       |                              |
| 2010 | Conviction                         | Mandy Marsh       |                              |
| 2010 | No Deal                            | Cassie            | Cortometraje                 |
| 2011 | Lucky                              | Lucy St. Martin   |                              |
| 2011 | Diez años después                  | Sam               |                              |
| 2011 | What's Your Number?                | Hermana de Daisy  |                              |
| 2011 | The Sitter                         | Marisa Lewis      |                              |
| 2012 | Celeste & Jesse Forever            | Beth              |                              |
| 2012 | For a Good Time, Call...           | Katie Steele      | También productora ejecutiva |
| 2012 | The Guilt Trip                     | Joyce Margolis    |                              |
| 2016 | Wiener-Dog                         | Carol Steinhart   |                              |
| 2016 | Join the Club                      | Nina              | Cameo                        |
| 2017 | The Disaster Artist                | Juliette/Lisa     |                              |
| 2018 | The Front Runner                   | Ann Devroy        |                              |
| 2019 | Limited Partners                   |                   |                              |

### Televisión
| Year      | Title                                      | Role              | Network        | Notes                                           |
| --------- | ------------------------------------------ | ----------------- | -------------- | ----------------------------------------------- |
| 2001      | Los Soprano                                | Caitlin Rucker    | HBO            | Debut televisivo                                |
| 2003      | Law & Order: Special Victims Unit          | Missy Kurtz       | NBC            | Episodio: "Damaged"                             |
| 2005      | Veronica Mars                              | Jessie Doyle      | UPN            | Episodio: "Diver Ed"                            |
| 2007      | CSI: Miami                                 | Elvina            | CBS            | Episodio: "Rush"                                |
| 2007      | Numb3rs                                    | Ella Pierce       | CBS            | Episodio: "Tabu"                                |
| 2008-2012 | American Dad!                              | Voces adicionales | FOX            | 5 episodios                                     |
| 2009-2010 | Fringe                                     | Rachel/Kelsie     | FOX            | 10 episodios                                    |
| 2010      | The Cleveland Show                         | BigSkeez          | FOX            | Episodio: "Our Gang"; voz                       |
| 2011      | Family Guy                                 | Kitty Hawk Woman  | FOX            | Episodio: "Amish Guy"                           |
| 2014-2014 | Bad Teacher                                | Meredith Davis    | CBS            | 13 episodios                                    |
| 2014      | Garfunkel and Oates                        | Cornish           | IFC            | Episodio: "Third Member"                        |
| 2015      | Kroll Show                                 | Proctor           | Comedy Central | Episodio: "Karaoke Bullies"                     |
| 2017-2018 | I'm Dying Up Here                          | Cassie Feder      | Showtime       | 20 episodios                                    |
| 2024      | Monsters: The Lyle and Erik Menendez Story | Leslie Abramson   | Netflix        | Elenco principal, miniserie de TV (9 episodios) |